# فهرست فیزیک‌دانان
این نوشتار بخشی از فیزیکدانان جهان را به صورت فهرست نمایش می‌دهد.

## A
- Jules Aarons – ایالات متحده (۱۹۲۱–۲۰۱۶)
- ارنست کارل آبه – آلمان (۱۸۴۰–۱۹۰۵)
- درک ابوت – استرالیا (زاده ۱۹۶۰)
- Hasan Abdullayev اتحاد شوروی، جمهوری آذربایجان (۱۹۱۸–۱۹۹۳)
- آلکسی آلکسیویچ آبریکوسوف – اتحاد شوروی، روسیه (۱۹۲۸–۲۰۱۷) برنده نوبل
- رابرت آدلر – ایالات متحده (۱۹۱۳–۲۰۰۷)
- استفان ال. آلدر – ایالات متحده (زاده ۱۹۳۹)
- فرانتس آپینوس – (۱۷۲۴–۱۸۰۲)
- Mina Aganagic—آلبانی، ایالات متحده
- David Z Albert – ایالات متحده (زاده ۱۹۵۴)
- Felicie Albert – فرانسه، ایالات متحده
- میگل آلوبیره – مکزیک (زاده ۱۹۶۴)
- ژورس آلفروف – روسیه (۱۹۳۰–۲۰۱۹) برنده نوبل
- هانس آلوین – سوئد (۱۹۰۸–۱۹۹۵) برنده نوبل
- ابن هیثم – بصره، عراق (۹۶۵–۱۰۴۰)
- آرتیوم آلیخانیان – ارمنستان (۱۹۰۸–۱۹۷۸)
- آبراهام آلیخانوف – ارمنستان (۱۹۰۴–۱۹۷۰)
- ویلیام آلیس – ایالات متحده (۱۹۰۱–۱۹۹۹)
- ساموئل کینگ آلیسون – ایالات متحده (۱۹۰۰–۱۹۶۵)
- یاکوف لوویچ آلپرت – روسیه، ایالات متحده (۱۹۱۱–۲۰۱۰)
- رالف آشر آلفر – ایالات متحده (۱۹۲۱–۲۰۰۷)
- سیمیون آلتشولر – (۱۹۱۱–۱۹۸۳)
- لوئیس والتر آلوارز – ایالات متحده (۱۹۱۱–۱۹۸۸) برنده نوبل
- ویکتور هامبارتسومیان – اتحاد شوروی، ارمنستان (۱۹۰۸–۱۹۹۶)
- آندره-ماری آمپر – فرانسه (۱۷۷۵–۱۸۳۶)
- آنیا ستی اندرسن – دانمارک (زاده ۱۹۶۵)
- هانس هنریک اندرسن – دانمارک (۱۹۳۷–۲۰۱۲)
- فلیپ وارن اندرسون – ایالات متحده (۱۹۲۳–۲۰۲۰) برنده نوبل
- کارل دیوید اندرسون – ایالات متحده (۱۹۰۵–۱۹۹۱) برنده نوبل
- هربرت ال. آندرسون – ایالات متحده (۱۹۱۴–۱۹۸۸)
- Elephter Andronikashvili – گرجستان (۱۹۱۰–۱۹۸۹)
- آندرش یوناس انگستروم – سوئد (۱۸۱۴–۱۸۷۴)
- الکساندر انیمالو، نیجریه (زاده ۱۹۳۸)
- ادوارد ویکتور اپلتون – بریتانیا (۱۸۹۲–۱۹۶۵) برنده نوبل
- فرانسوا آراگو – فرانسه (۱۷۸۶–۱۸۵۳)
- ارشمیدس – سیراکیوس، یونان (حدود ۲۸۷–۲۱۲ پیش از میلاد)
- مانفرد فون آردن – آلمان (۱۹۰۷–۱۹۹۷)
- آریستارخوس ساموسی – ساموس، یونان (۳۱۰–حدود ۲۳۰ پیش از میلاد)
- ارسطو – Athens, یونان (۳۸۴–۳۲۲ پیش از میلاد)
- نیما ارکانی حامد – ایالات متحده (زاده ۱۹۷۲)
- لف آرتسیموویچ – (۱۹۰۹–۱۹۷۳)
- آریابهاتا – Pataliputra, هند (۴۷۶–۵۵۰)
- Neil Ashby – ایالات متحده (زاده ۱۹۳۴)
- Maha Ashour-Abdalla – مصر، ایالات متحده (۱۹۴۳–۲۰۱۶)
- گورگن آسکاریان – اتحاد شوروی (۱۹۲۸–۱۹۹۷)
- آلن اسپه – فرانسه (زاده ۱۹۴۷)
- Marcel Audiffren – فرانسه
- ابن سینا – ایران (۹۸۰–۱۰۳۷)
- آمدئو آووگادرو – ایتالیا (۱۷۷۶–۱۸۵۶)
- دیوید آوشالوم – ایالات متحده (زاده ۱۹۵۶)
- ابوبکر زین‌العابدین عبدالکلام – هند

## B
- Xiaoyi Bao – کانادا
- مانی لعل بهاومیک – ایالات متحده (زاده ۱۹۳۱)
- تام باهر-جونز – ایالات متحده (زاده ۱۹۸۰)
- Gilbert Ronald Bainbridge – بریتانیا (۱۹۲۵–۲۰۰۳)
- Cornelis Bakker – هلند (۱۹۰۴–۱۹۶۰)
- ای. پی. بالاچاندران – هند (زاده ۱۹۳۸)
- وی. بالاکریشنان (فیزیکدان) – هند (زاده ۱۹۴۳)
- Milla Baldo-Ceolin – ایتالیا (۱۹۲۴–۲۰۱۱)
- یوهان بالمر – سوئیس (۱۸۲۵–۱۸۹۸)
- تام بنکس (فیزیکدان) – ایالات متحده (زاده ۱۹۴۹)
- Riccardo Barbieri – ایتالیا (زاده ۱۹۴۴)
- مارسیا باربوسا – برزیل (زاده ۱۹۶۰)
- جان باردین – ایالات متحده (1908–1991) double برنده نوبل
- ویلیام ای. باردین – ایالات متحده (زاده ۱۹۴۱)
- چارلز گلوور بارکلا – بریتانیا (۱۸۷۷–۱۹۴۴) برنده نوبل
- Amanda Barnard – استرالیا (زاده ۱۹۷۱)
- بوید بارتلت – ایالات متحده (۱۸۹۷–۱۹۶۵)
- عاصم اورهان باروت – ترکیه (۱۹۲۶–۱۹۹۴)
- هاینتس بارویش – آلمان (۱۹۱۱–۱۹۶۶)
- نیکولای باسوف – روسیه (۱۹۲۲–۲۰۰۱) برنده نوبل
- لائورا باسی – ایتالیا (۱۷۱۱–۱۷۷۸)
- زولتان لایوش بای – مجارستان (۱۹۰۰–۱۹۹۲)
- کارل بشرت – آلمان (۱۹۰۱–۱۹۸۱)
- هانری بکرل – فرانسه (۱۸۵۲–۱۹۰۸) برنده نوبل
- یوهانس گئورگ بدنورتس – آلمان (زاده ۱۹۵۰) برنده نوبل
- آیزاک بکمان – هلند (۱۵۸۸–۱۶۳۷)
- الکساندر گراهام بل – اسکاتلند، کانادا، ایالات متحده (۱۸۴۷–۱۹۲۲)
- جان استوارت بل – بریتانیا (۱۹۲۸–۱۹۹۰)
- ژوسلین بل بورنل – Northern ایرلند، بریتانیا (زاده ۱۹۴۳)
- کارل ام. بندر – ایالات متحده (زاده ۱۹۴۳)
- آبراهام بنیت – انگلستان (۱۷۴۹–۱۷۹۹)
- دانیل برنولی – سوئیس (۱۷۰۰–۱۷۸۲)
- هانس بیته – آلمان، ایالات متحده (۱۹۰۶–۲۰۰۵) برنده نوبل
- هومی جی. بهابها – هند (۱۹۰۹–۱۹۶۶)
- لارس بیلداستن – ایالات متحده (۱۹۶۴)
- جیمز بینی – انگلستان (زاده ۱۹۵۰)
- گرد بینینگ – آلمان (زاده ۱۹۴۷) برنده نوبل
- ژان-بتیست بیو – فرانسه (۱۷۷۴–۱۸۶۲)
- ریمند ثیر بیرج – ایالات متحده (۱۸۸۷–۱۹۸۰)
- ابوریحان بیرونی – ایران (۹۷۳–۱۰۴۸)
- ویلهلم بجرکنس – نروژ (۱۸۶۲–۱۹۵۱)
- جیمز بجورکن – ایالات متحده (زاده ۱۹۳۴)
- پاتریک بلاکت – بریتانیا (۱۸۹۷–۱۹۷۴) برنده نوبل
- فلیکس بلوخ – سوئیس (۱۹۰۵–۱۹۸۳) برنده نوبل
- نیکولاس بلومبرگر – هلند، ایالات متحده (۱۹۲۰–۲۰۱۷) برنده نوبل
- Walter Boas – آلمان، استرالیا (۱۹۰۴–۱۹۸۲)
- Céline Bœhm – فرانسه (زاده ۱۹۷۴)
- نیکولای بوگولیوبوف – اتحاد شوروی، روسیه (۱۹۰۹–۱۹۹۲)
- دیوید بوهم – ایالات متحده (۱۹۱۷–۱۹۹۲)
- آگه بور – دانمارک (۱۹۲۲–۲۰۰۹) برنده نوبل
- نیلز بور – دانمارک (۱۸۸۵–۱۹۶۲) برنده نوبل
- Martin Bojowald – آلمان (زاده ۱۹۷۳)
- لودویگ بولتسمان – اتریش (۱۸۴۴–۱۹۰۶)
- یوجین تی. بوت – ایالات متحده (۱۹۱۲–۲۰۰۴)
- ماکس برن – آلمان، بریتانیا (۱۸۸۲–۱۹۷۰) برنده نوبل
- راجر جوزف بوسکویچ – Croatia (1711–1787)
- جاگادیش چاندرا بوس – هند (۱۸۵۸–۱۹۳۷)
- مارگرت هیبرگ باس – دانمارک (۱۸۶۶–۱۹۵۲)
- ساتیندرا بوز – هند (۱۸۹۴–۱۹۷۴)
- Johannes Bosscha – هلند (۱۸۳۱–۱۹۱۱)
- والتر بوث – آلمان (۱۸۹۱–۱۹۵۷) برنده نوبل
- Edward Bouchet – ایالات متحده (۱۸۵۲–۱۹۱۸)
- Mark Bowick – ایالات متحده (زاده ۱۹۵۷)
- رابرت بویل – ایرلند، انگلستان (۱۶۲۷–۱۶۹۱)
- ویلارد بویل – کانادا، ایالات متحده (۱۹۲۴–۲۰۱۱) برنده نوبل
- ویلیام هنری براگ – بریتانیا (۱۸۶۲–۱۹۴۲) برنده نوبل
- ویلیام لورنس براگ – بریتانیا، استرالیا (۱۸۹۰–۱۹۷۱) برنده نوبل
- تیکو براهه – دانمارک (۱۵۴۶–۱۶۰۱)
- هوارد برنت – ایالات متحده (۱۹۳۹–۲۰۱۴)
- والتر هاوسر براتین – ایالات متحده (۱۹۰۲–۱۹۸۷) برنده نوبل
- کارل فردیناند براون – آلمان (۱۸۵۰–۱۹۱۸) برنده نوبل
- دیوید بروستر – بریتانیا (۱۷۸۱–۱۸۶۸)
- پرسی ویلیام بریجمن – ایالات متحده (۱۸۸۲–۱۹۶۱) برنده نوبل
- لئون بریلوین – فرانسه (۱۸۸۹–۱۹۶۹)
- مارسل بریلوئن – فرانسه (۱۸۵۴–۱۹۴۸)
- برترام برکهاوس – کانادا (۱۹۱۸–۲۰۰۳) برنده نوبل
- لویی دو بروی – فرانسه (۱۸۹۲–۱۹۸۷) برنده نوبل
- ویلیام فولر براون – ایالات متحده (۱۹۰۴–۱۹۸۳)
- ارنست بروشه – آلمان (۱۹۰۰–۱۹۸۵)
- هرمان بروک – آلمان (۱۹۰۵–۲۰۰۰)
- آری برینجولفسون – ایسلند (۱۹۲۷–۲۰۱۳)
- Hans Buchdahl – آلمان، استرالیا (۱۹۱۸–۲۰۱۰)
- گرش بودکر – اتحاد شوروی (۱۹۱۸–۱۹۷۷)
- Silke Bühler-Paschen – اتریش (زاده ۱۹۶۷)
- یان بورخرس – هلند (۱۸۹۵–۱۹۸۱)
- Friedrich Burmeister – آلمان (۱۸۹۰–۱۹۶۹)
- Bimla Buti – هند (زاده ۱۹۳۳)
- سی. اچ. دی. بایز بالوت – هلند (۱۸۱۷–۱۸۹۰)

## C
- نیکولا کابیبو – ایتالیا (۱۹۳۵–۲۰۱۰)
- نیکلاس کابررا – اسپانیا (۱۹۱۳–۱۹۸۹)
- Orion Ciftja - ایالات متحده
- کورتیس کالان – ایالات متحده (زاده ۱۹۴۲)
- آنی جامپ کانن – ایالات متحده (۱۸۶۳–۱۹۴۱)
- فریجوف کاپرا – اتریش، ایالات متحده (زاده ۱۹۳۹)
- Marcela Carena – آرژانتین (زاده ۱۹۶۲)
- Ricardo Carezani – آرژانتین، ایالات متحده (زاده ۱۹۲۱)
- نیکلا سعدی کارنو – فرانسه (۱۷۹۶–۱۸۳۲)
- David Carroll – ایالات متحده (زاده ۱۹۶۳)
- براندون کارتر – استرالیا (زاده ۱۹۴۲)
- هندریک کاسیمیر – هلند (۱۹۰۹–۲۰۰۰)
- هنری کاوندیش – بریتانیا (۱۷۳۱–۱۸۱۰)
- جیمز چدویک – بریتانیا (۱۸۹۱–۱۹۷۴) برنده نوبل
- اوون چمبرلین – ایالات متحده (۱۹۲۰–۲۰۰۶) برنده نوبل
- موسی اچ. دبلیو. چان – هنگ کنگ (زاده ۱۹۴۶)
- سوبرامانیان چاندراسخار – هند، ایالات متحده (۱۹۱۰–۱۹۹۵) برنده نوبل
- جرج چرپک – فرانسه (۱۹۲۴–۲۰۱۰) برنده نوبل
- امیلی دو شاتله – فرانسه (۱۷۰۶–۱۷۴۹)
- سواپان چاتوپادهیای – هند (زاده ۱۹۵۱)
- پاول چرنکوف – امپراتوری روسیه، اتحاد شوروی (۱۹۰۴–۱۹۹۰) برنده نوبل
- ماکسیم چرنودوب – روسیه، فرانسه (زاده ۱۹۷۳)
- جفری چیو – ایالات متحده (۱۹۲۴–۲۰۱۹)
- بوریس چیریکف – اتحاد شوروی، روسیه (۱۹۲۸–۲۰۰۸)
- Juansher Chkareuli – گرجستان (زاده ۱۹۴۰)
- ارنست کلادنی – آلمان (۱۷۵۶–۱۸۲۷)
- استیون چو – ایالات متحده (زاده ۱۹۴۸) برنده نوبل
- Giovanni Ciccotti – ایتالیا (زاده ۱۹۴۳)
- بنوآ پل امیل کلاپیرون – فرانسه (۱۷۹۹–۱۸۶۴)
- George W. Clark – ایالات متحده
- رودلف کلاوزیوس – آلمان (۱۸۲۲–۱۸۸۸)
- Gerald B. Cleaver – ایالات متحده
- Richard Clegg – بریتانیا
- Gari Clifford - فیزیکدان, مهندس پزشکی, آکادمیسین, پژوهشگر بریتانیا/ایالات متحده
- جان داگلاس کاکرافت – بریتانیا (۱۸۹۷–۱۹۶۷) برنده نوبل
- کلود کوهن تانوژی – فرانسه (زاده ۱۹۳۳) برنده نوبل
- آرتور هالی کامپتون – ایالات متحده (۱۸۹۲–۱۹۶۲) برنده نوبل
- کارل تیلور کامپتون – ایالات متحده (۱۸۸۷–۱۹۵۴)
- ادوارد کودون – ایالات متحده (۱۹۰۲–۱۹۷۴)
- لئون نیل کوپر – ایالات متحده (زاده ۱۹۳۰) برنده نوبل
- Alejandro Corichi – مکزیک (زاده ۱۹۶۷)
- گوستاو کوریولیس – فرانسه (۱۷۹۲–۱۸۴۳)
- آلن کورماک – آفریقای جنوبی، ایالات متحده (۱۹۲۴–۱۹۹۸)
- اریک آلین کرنل – ایالات متحده (زاده ۱۹۶۱) برنده نوبل
- ماری آلفرد کورنو – فرانسه (۱۸۴۱–۱۹۰۲)
- شارل آگوستن دو کولن – فرانسه (۱۷۳۶–۱۸۰۶)
- ارنست کورانت – ایالات متحده (۱۹۲۰–۲۰۲۰)
- برایان کاکس (فیزیک‌دان) – بریتانیا (زاده ۱۹۶۸)
- چارلز کریچفیلد – ایالات متحده (۱۹۱۰–۱۹۹۴)
- جیمز کرونین – ایالات متحده (۱۹۳۱–۲۰۱۶) برنده نوبل
- ویلیام کروکز – بریتانیا (۱۸۳۲–۱۹۱۹)
- Paul Crowell – ایالات متحده
- ماری کوری – لهستان، فرانسه (۱۸۶۷–۱۹۳۴) دو مرتبه برنده نوبل
- پیر کوری – فرانسه (۱۸۵۹–۱۹۰۶) برنده نوبل
- پردراگ کویتانوویچ – کرواسی (زاده ۱۹۴۶)

## D
- ژان لو رون دالامبر – فرانسه (۱۷۱۷–۱۷۸۳)
- گوستاف دالن – سوئد (۱۸۶۹–۱۹۳۷) برنده نوبل
- جین دالیبار – فرانسه (زاده ۱۹۵۸)
- ریچارد دالیتز – بریتانیا، ایالات متحده (۱۹۲۵–۲۰۰۶)
- جان دالتون – بریتانیا (۱۷۶۶–۱۸۴۴)
- Sanja Damjanović – مونته‌نگرو (زاده ۱۹۷۲)
- Ranjan Roy Daniel – هند (۱۹۲۳–۲۰۰۵)
- چارلز گالتون داروین – بریتانیا (۱۸۸۷–۱۹۶۲)
- آشوک داس – هند، ایالات متحده (زاده ۱۹۵۳)
- James C. Davenport – ایالات متحده (زاده ۱۹۳۸)
- پائول دیویس – استرالیا (زاده ۱۹۴۶)
- ریموند دیویس جونیور – ایالات متحده (۱۹۱۴–۲۰۰۶) برنده نوبل
- کلینتون دیویسون – ایالات متحده (۱۸۸۱–۱۹۵۸) برنده نوبل
- پیتر دبای – هلند (۱۸۸۴–۱۹۶۶)
- هانس جرج دهملت – آلمان، ایالات متحده (۱۹۲۲–۲۰۱۷) برنده نوبل
- مکس دلبروک – آلمان، ایالات متحده (۱۹۰۶–۱۹۸۱)
- دموکریت – (حدود ۴۶۰–۳۶۰ پیش از میلاد)
- دیوید ام دینسون – ایالات متحده (۱۹۰۰–۱۹۷۶)
- Beryl May Dent – بریتانیا (۱۹۰۰–۱۹۷۷)
- دیوید دویچ – اسرائیل, بریتانیا (زاده ۱۹۵۳)
- جیمز دیوئر – بریتانیا (۱۸۴۲–۱۹۲۳)
- Scott Diddams – ایالات متحده
- Ulrike Diebold – اتریش (زاده ۱۹۶۱)
- روبرت دیکگراف – هلند (زاده ۱۹۶۰)
- ویکتور دیلمان – روسیه (زاده ۱۹۲۶)
- Savas Dimopoulos – ایالات متحده (زاده ۱۹۵۲)
- پل دیراک – سوئیس، بریتانیا (۱۹۰۲–۱۹۸۴) برنده نوبل
- رواز دوگونادزه – اتحاد شوروی، گرجستان (۱۹۳۱–۱۹۸۵)
- لوئیس دولان—ایالات متحده (زاده ۱۹۵۰)
- آموس دولبر – ایالات متحده (۱۸۳۷–۱۹۱۰)
- رابرت دوپل – آلمان (۱۸۹۵–۱۹۸۲)
- کریستیان دوپلر – اتریش (۱۸۰۳–۱۸۵۳)
- Henk Dorgelo – هلند (۱۸۹۴–۱۹۶۱)
- فردریک ارنست دورن – آلمان (۱۸۴۸–۱۹۱۶)
- مایکل آر داگلاس – ایالات متحده (زاده ۱۹۶۱)
- جاناتان داولینگ – ایالات متحده (۱۹۵۵–۲۰۲۰)
- Claudia Draxl – آلمان (زاده ۱۹۵۹)
- سیدنی درل – ایالات متحده (۱۹۲۶–۲۰۱۶)
- میلدرد درسلهاوس – ایالات متحده (۱۹۳۰–۲۰۱۷)
- پائول دروده – آلمان (۱۸۶۳–۱۹۰۶)
- اف جی دوارته – ایالات متحده (زاده ۱۹۵۴)
- امیلی دو شاتله – فرانسه (۱۷۰۶–۱۷۴۹)
- پیر لویی دولن – فرانسه (۱۷۸۵–۱۸۳۸)
- Janette Dunlop – اسکاتلند (۱۸۹۱–۱۹۷۱)
- ساموئل تی درانس – ایالات متحده (زاده ۱۹۴۳)
- فریمن دایسون – بریتانیا، ایالات متحده (۱۹۲۳–۲۰۲۰) برنده وولف
- آرتور جفری دمپستر – کانادا (۱۸۸۶–۱۹۵۰)

## E
- ژوزف اچ ابرلی – ایالات متحده (زاده ۱۹۳۵)
- William Eccles – بریتانیا (۱۸۷۵–۱۹۶۶)
- کارل اکارت – ایالات متحده (۱۹۰۲–۱۹۷۳)
- آرتور استنلی ادینگتون – بریتانیا (۱۸۸۲–۱۹۴۴)
- پائول ارنفست – اتریش-مجارستان، هلند (۱۸۸۰–۱۹۳۳)
- فلیکس ارنهافت – اتریش-مجارستان، ایالات متحده (۱۸۷۹–۱۹۵۲)
- مانفرد آیگن – آلمان (۱۹۲۷–۲۰۱۹)
- آلبرت اینشتین – آلمان، ایتالیا، سوئیس، ایالات متحده (۱۸۷۹–۱۹۵۵) برنده نوبل
- Laura Eisenstein – (1942–1985) استاد فیزیک در دانشگاه ایلینوی
- Terence James Elkins – استرالیا، ایالات متحده (زاده ۱۹۳۶)
- جان الیس (فیزیکدان) – بریتانیا (زاده ۱۹۴۶)
- Paul John Ellis – بریتانیا، ایالات متحده (۱۹۴۱–۲۰۰۵)
- ریچارد کیت الیس – بریتانیا، ایالات متحده (زاده ۱۹۴۹)
- آرپاد الو – مجارستان (۱۹۰۳–۱۹۹۲)
- فرانسوا انگلرت – بلژیک (زاده ۱۹۳۲) برنده نوبل
- دیوید انسکگ – سوئد (۱۸۸۴–۱۹۴۷)
- لوراند اوتووش – اتریش-مجارستان (۱۸۴۸–۱۹۱۹)
- Frederick J. Ernst – ایالات متحده (زاده ۱۹۳۳)
- لئو ایساکی – ژاپن (زاده ۱۹۲۵) برنده نوبل
- Ernest Esclangon – فرانسه (۱۸۷۶–۱۹۵۴)
- لوئیس آسان – بریتانیا (۱۹۰۸–۱۹۹۷)
- لئونارد اویلر – سوئیس (۱۷۰۷–۱۷۸۳)
- Denis Evans – استرالیا (زاده ۱۹۵۱)
- پائول پیتر اوالد – آلمان، ایالات متحده (۱۸۸۸–۱۹۸۵)
- جیمز آلفرد اوینگ – بریتانیا (۱۸۵۵–۱۹۳۵)
- فرانز اس اکسنر – اتریش (۱۸۴۹–۱۹۲۶)

## F
- لودویگ فاددیف – روسیه (۱۹۳۴–۲۰۱۷)
- دانیل گابریل فارنهایت – پروس (۱۶۸۶–۱۷۳۶)
- کازیمیرز فاجانس – لهستان، ایالات متحده (۱۸۸۷–۱۹۷۵)
- James E. Faller – ایالات متحده
- مایکل فارادی – بریتانیا (۱۷۹۱–۱۸۶۷)
- Eugene Feenberg – ایالات متحده (۱۹۰۶–۱۹۷۷)
- میچل فایگنباوم – ایالات متحده (۱۹۴۴–۲۰۱۹)
- جرالد فینبرگ – ایالات متحده (۱۹۳۳–۱۹۹۲)
- انریکو فرمی – ایتالیا (۱۹۰۱–۱۹۵۴) برنده نوبل
- آلبر فر – فرانسه (زاده ۱۹۳۸) برنده نوبل
- هرمان فشباخ – ایالات متحده (۱۹۱۷–۲۰۰۰)
- ریچارد فاینمن – ایالات متحده (۱۹۱۸–۱۹۸۸) برنده نوبل
- Wolfgang Finkelnburg – آلمان (۱۹۰۵–۱۹۶۷)
- دیوید فینکلشتین – ایالات متحده (۱۹۲۹–۲۰۱۶)
- یوهانس فیشر – آلمان (زاده ۱۸۸۷)
- Willy Fischler – بلژیک (زاده ۱۹۴۹)
- وال لوگسدون فیچ – ایالات متحده (۱۹۲۳–۲۰۱۵) برنده نوبل
- جرج فیتزجرالد – ایرلند (۱۸۵۱–۱۹۰۱)
- ایپولیت فیزو – فرانسه (۱۸۱۹–۱۸۹۶)
- گئورگی فلروف – (۱۹۱۳–۱۹۹۰)
- ولادیمیر فوک – امپراتوری روسیه، اتحاد شوروی (۱۸۹۸–۱۹۷۴)
- آدریان فوکر – هلند (۱۸۸۷–۱۹۷۲)
- Arthur Foley – ایالات متحده (۱۸۶۷–۱۹۴۵)
- جیمز دیوید فوربز – بریتانیا (۱۸۰۹–۱۸۶۸)
- Jeff Forshaw – بریتانیا (زاده ۱۹۶۸)
- لئون فوکو – فرانسه (۱۸۱۹–۱۸۶۸)
- ژوزف فوریه – فرانسه (۱۷۶۸–۱۸۳۰)
- رالف اچ فاولر – بریتانیا (۱۸۸۹–۱۹۴۴)
- ویلیام آلفرد فاولر – ایالات متحده (۱۹۱۱–۱۹۹۵) برنده نوبل
- جیمز فرانک – آلمان، ایالات متحده (۱۸۸۲–۱۹۶۴) برنده نوبل
- لیا فرانک – اتحاد شوروی (۱۹۰۸–۱۹۹۰) برنده نوبل
- بنجامین فرانکلین – ایالات متحده (۱۷۰۶–۱۷۹۰)
- روزالیند فرانکلین – بریتانیا (۱۹۲۰–۱۹۵۸)
- والتر فرانز – آلمان (۱۹۱۱–۱۹۹۲)
- یوزف فون فراون‌هوفر – آلمان (۱۷۸۷–۱۸۲۶)
- استیو فرائوتشی – ایالات متحده (زاده ۱۹۳۳)
- Joan Maie Freeman – استرالیا (۱۹۱۸–۱۹۹۸)
- Phyllis S. Freier – ایالات متحده (۱۹۲۱–۱۹۹۲))
- یعکوو فرنکل – امپراتوری روسیه، اتحاد شوروی (۱۸۹۴–۱۹۵۲)
- اگوستن-ژان فرنل – فرانسه (۱۷۸۸–۱۸۲۷)
- پیتر فرویند – ایالات متحده (۱۹۳۶–۲۰۱۸)
- دانیل فریدان – ایالات متحده (زاده ۱۹۴۸)
- بی روی فریدن – ایالات متحده (زاده ۱۹۳۶)
- الکساندر فریدمان – امپراتوری روسیه، اتحاد شوروی (۱۸۸۸–۱۹۲۵)
- جروم ایزاک فریدمان – ایالات متحده (زاده ۱۹۳۰) برنده نوبل
- اوتو رابرت فریش – اتریش، بریتانیا (۱۹۰۴–۱۹۷۹)
- اروین فوس – آلمان (۱۸۹۳–۱۹۷۰)
- Harald Fuchs – آلمان (زاده ۱۹۵۱)

## G
- دنیس گابور – مجارستان (۱۹۰۰–۱۹۷۹) برنده نوبل
- ماری کی گیلارد – فرانسه، ایالات متحده (زاده ۱۹۳۹)
- گالیلئو گالیله – ایتالیا (۱۵۶۴–۱۶۴۲)
- لوییجی گالوانی – ایتالیا (۱۷۳۷–۱۷۹۸)
- جرج گاموف – روسیه، ایالات متحده (۱۹۰۴–۱۹۶۸)
- سیلوستر جیمز گیتس – ایالات متحده (زاده ۱۹۵۰)
- کارل فریدریش گاوس – آلمان (۱۷۷۷–۱۸۵۵)
- Pamela L. Gay – ایالات متحده (زاده ۱۹۷۳)
- ژوزف لویی گیلوساک – فرانسه (۱۷۷۸–۱۸۵۰)
- هانس گایگر – آلمان (۱۸۸۲–۱۹۴۵)
- آندره گایم – روسیه/بریتانیا (زاده ۱۹۵۸) برنده نوبل
- ماری گل-من – ایالات متحده (۱۹۲۹–۲۰۱۹) برنده نوبل
- پیر-ژیل دو ژن – فرانسه (۱۹۳۲–۲۰۰۷) برنده نوبل
- هاوارد گئورگی – ایالات متحده (زاده ۱۹۴۷)
- والتر گرلاخ – آلمان (۱۸۸۹–۱۹۷۹)
- Christian Gerthsen – دانمارک، آلمان (۱۸۹۴–۱۹۵۶)
- Ezra Getzler – استرالیا (زاده ۱۹۶۲)
- آندره‌آ ام. گز – ایالات متحده (زاده ۱۹۵۵) برنده نوبل
- ریکاردو جیاکونی – ایتالیا، ایالات متحده (۱۹۳۱–۲۰۱۸) برنده نوبل
- ایوار یور – نروژ، ایالات متحده (زاده ۱۹۲۹) برنده نوبل
- جوسایا ویلارد گیبس – ایالات متحده (۱۸۳۹–۱۹۰۳)
- Valerie Gibson – بریتانیا (زاده ۱۹??)
- ویلیام گیلبرت – انگلستان (۱۵۴۴–۱۶۰۳)
- Piara Singh Gill – هند (۱۹۱۱–۲۰۰۲)
- Naomi Ginsberg – ایالات متحده (زاده ۱۹۷۹)
- ویتالی لازاریویچ گینزبرگ – اتحاد شوروی، روسیه (۱۹۱۶–۲۰۰۹) برنده نوبل
- Marvin D. Girardeau – ایالات متحده (۱۹۳۰–۲۰۱۵)
- دونالد آرتور گلایزر – ایالات متحده (۱۹۲۶–۲۰۱۳) برنده نوبل
- شلدون لی گلاشو – ایالات متحده (زاده ۱۹۳۲) برنده نوبل
- جی.ان. گلاسو – ایالات متحده (۱۹۰۲–۱۹۸۷)
- روی جی. گلوبر – ایالات متحده (۱۹۲۵–۲۰۱۸) برنده نوبل
- James Glimm – ایالات متحده (زاده ۱۹۳۴)
- Karl Glitscher – آلمان (۱۸۸۶–۱۹۴۵)
- پیتر گدارد (فیزیکدان) – بریتانیا (زاده ۱۹۴۵)
- ماریا ژئوپرت مایر – آلمان، ایالات متحده (۱۹۰۶–۱۹۷۲) برنده نوبل
- Gerald Goertzel – ایالات متحده (۱۹۲۰–۲۰۰۲)
- ماروین لئونارد گولدبرگر – ایالات متحده (۱۹۲۲–۲۰۱۴)
- موریس گولدهابر – اتریش، ایالات متحده (۱۹۱۱–۲۰۱۱)
- جفری گلداستون – بریتانیا، ایالات متحده (زاده ۱۹۳۳)
- Sixto González – پورتوریکو، ایالات متحده (زاده ۱۹۶۵)
- Ravi Gomatam – هند (زاده ۱۹۵۰)
- لف گورکوف – ایالات متحده (۱۹۲۹–۲۰۱۶)
- ساموئل گودسمیت – هلند، ایالات متحده (۱۹۰۲–۱۹۷۸)
- لئو گراتز – آلمان (۱۸۵۶–۱۹۴۱)
- Willem 's Gravesande – هلند (۱۶۸۸–۱۷۴۲)
- مایکل گرین (فیزیکدان) – بریتانیا (زاده ۱۹۴۶)
- Daniel Greenberger – ایالات متحده (زاده ۱۹۳۲)
- برایان گرین – ایالات متحده (زاده ۱۹۶۳)
- جان گریبین – بریتانیا (زاده ۱۹۴۶)
- Vladimir Gribov – روسیه (۱۹۳۰–۱۹۹۷)
- دیوید گریفیث – ایالات متحده (زاده ۱۹۴۲)
- دیوید گراس – ایالات متحده (زاده ۱۹۴۱) برنده نوبل
- فریدریش گروور – ایالات متحده (۱۸۷۶–۱۹۷۳)
- پتر گرونبرگ – آلمان (۱۹۳۹–۲۰۱۸) برنده نوبل
- شارل ادوارد گیوم – سوئیس (۱۸۶۱–۱۹۳۱) برنده نوبل
- ایوب گولیف – جمهوری آذربایجان (زاده ۱۹۵۴)
- Feza Gürsey – ترکیه (۱۹۲۱–۱۹۹۲)
- الن گوت – ایالات متحده (زاده ۱۹۴۷)
- مارتن گوتسویلر – سوئیس (۱۹۲۵–۲۰۱۴)

## H
- رودولف هاگ – آلمان (۱۹۲۲–۲۰۱۶)
- واندر یوهانس د هاس – هلند (۱۸۷۸–۱۹۶۰)
- Alain Haché – کانادا (زاده ۱۹۷۰)
- سی آر هیگن – ایالات متحده (زاده ۱۹۳۷)
- اتو هان – آلمان (۱۸۷۹–۱۹۶۸)
- ادوین هال – ایالات متحده (۱۸۵۵–۱۹۳۸)
- جان هال – ایالات متحده (زاده ۱۹۳۴) برنده نوبل
- Alexander Hamilton – بریتانیا، استرالیا (زاده ۱۹۶۷)
- ویلیام همیلتون – ایرلند (۱۸۰۵–۱۸۶۵)
- تئودور هانش – آلمان (زاده ۱۹۴۱) برنده نوبل
- پیتر آندریاس هانسن – دانمارک (۱۷۹۵–۱۸۷۴)
- ویلیام وبستر هانسن – ایالات متحده (۱۹۰۹–۱۹۴۹)
- سرژ هاروش – فرانسه (زاده ۱۹۴۴) برنده نوبل
- پاول هارتک – آلمان (۱۹۰۲–۱۹۸۵)
- John G. Hartnett – استرالیا (زاده ۱۹۵۲)
- Douglas Hartree – بریتانیا (۱۸۹۷–۱۹۵۸)
- فریدریش هازنواورل – اتریش، مجارستان (۱۸۷۴–۱۹۱۵)
- لن هو – Vejle, دانمارک (زاده ۱۹۵۹)
- استیون هاوکینگ – بریتانیا (۱۹۴۲–۲۰۱۸) برنده وولف
- ابن هیثم – عراق (۹۶۵–۱۰۳۹)
- Evans Hayward – ایالات متحده (۱۹۲۲–۲۰۲۰)
- الیور هویساید – بریتانیا (۱۸۵۰–۱۹۲۵)
- ورنر هایزنبرگ – آلمان (۱۹۰۱–۱۹۷۶) برنده نوبل
- والتر هایتلر – آلمان، ایرلند (۱۹۰۴–۱۹۸۱)
- هرمان فون هلمهولتز – آلمان (۱۸۲۱–۱۸۹۴)
- چارلز اچ هنری – ایالات متحده (۱۹۳۷–۲۰۱۶)
- جوزف هنری – ایالات متحده (۱۷۹۷–۱۸۷۸)
- John Herapath – بریتانیا (۱۷۹۰–۱۸۶۸)
- کارل هرمان – آلمان (۱۸۹۸–۱۹۶۱)
- گوستاو هرتز – آلمان (۱۸۸۷–۱۹۷۵) برنده نوبل
- هاینریش هرتز – آلمان (۱۸۵۷–۱۸۹۴)
- کارل هرتسفلد – اتریش، ایالات متحده (۱۸۹۲–۱۹۷۸)
- ویکتور فرانتس هس – اتریش، ایالات متحده (۱۸۸۳–۱۹۶۴) برنده نوبل
- محمود حسابی – ایران (۱۹۰۳–۱۹۹۲)
- آنتونی هویش – بریتانیا (۱۹۲۴–۲۰۲۱) برنده نوبل
- پائول گ تونی – ایالات متحده (زاده ۱۹۳۱)
- پیتر هیگز – بریتانیا (زاده ۱۹۲۹) برنده نوبل
- جورج ویلیام هیل – ایالات متحده (۱۸۳۸–۱۹۱۴)
- گوستاو-آدلف ایرن – فرانسه (۱۸۱۵–۱۸۹۰)
- Carol Hirschmugl - ایالات متحده، professor of physics, laboratory director
- دوروتی هاجکین – انگلستان (۱۹۱۰–۱۹۹۴)
- رابرت هافستاتر – ایالات متحده (۱۹۱۵–۱۹۹۰) برنده نوبل
- هلموت هونل – آلمان (۱۹۰۳–۱۹۸۱)
- پرویز هودبهائی – پاکستان (زاده ۱۹۵۰)
- خرارد توفت – هلند (زاده ۱۹۴۶) برنده نوبل
- رابرت هوک – انگلستان (۱۶۳۵–۱۷۰۳)
- جان هاپکینسون – بریتانیا (۱۸۴۹–۱۸۹۸)
- Johann Baptiste Horvath – Slovakia (1732–1799)
- William V. Houston – ایالات متحده (۱۹۰۰–۱۹۶۸)
- شارلوت ریفنشتال – آلمان (۱۸۹۹–۱۹۹۳)
- فریتس هوترمنس – هلند، آلمان، اتریش (۱۹۰۳–۱۹۶۶)
- آرچیبالد حاوی – بریتانیا (زاده ۱۹۳۴)
- فرد هویل – بریتانیا (۱۹۱۵–۲۰۰۱)
- Veronika Hubeny—ایالات متحده
- جان هابرد (فیزیکدان) – بریتانیا (۱۹۳۱–۱۹۸۰)
- John H. Hubbell – ایالات متحده (۱۹۲۵–۲۰۰۷)
- ادوین هابل – ایالات متحده (۱۸۸۹–۱۹۵۳)
- راسل هالس – ایالات متحده (زاده ۱۹۵۰) برنده نوبل
- فریدریش هوند – آلمان (۱۸۹۶–۱۹۹۷)
- Tahir Hussain – پاکستان (۱۹۲۳–۲۰۱۰)
- Andrew D. Huxley – بریتانیا (زاده ۱۹۶۶)
- کریستیان هویگنس – هلند (۱۶۲۹–۱۶۹۵)

## I
- Arthur Iberall – ایالات متحده (۱۹۱۸–۲۰۰۲)
- سومیو ایجیما – ژاپن (زاده ۱۹۳۹)
- John Iliopoulos – یونان (زاده ۱۹۴۰)
- آتاچ امام‌اوغلو – ترکیه، ایالات متحده (زاده ۱۹۶۲)
- المر ایمس – ایالات متحده (۱۸۸۳–۱۹۴۱)
- آبرام ایوف – روسیه (۱۸۸۰–۱۹۶۰)
- ناتان ایسگور – ایالات متحده، کانادا (۱۹۴۷–۲۰۰۱)
- ارنست آیزینگ – آلمان (۱۹۰۰–۱۹۹۸)
- Jamal Nazrul Islam – بنگلادش (۱۹۳۹–۲۰۱۳)
- ورنر اسرائیل – کانادا (زاده ۱۹۳۱)

## J
- رومن جکیو – لهستان، ایالات متحده (زاده ۱۹۳۹)
- شرلی جکسون – ایالات متحده (زاده ۱۹۴۶)
- موریتس فن یاکوبی – آلمان، روسیه (۱۸۰۱–۱۸۷۴)
- گرگوری ژاچکو – ایالات متحده (زاده ۱۹۷۰)
- Chennupati Jagadish – هند، استرالیا (زاده ۱۹۵۷)
- Jainendra Jain – هند (زاده ۱۹۶۰)
- راتکو جانف – مقدونیه شمالی (۱۹۳۹–۲۰۱۹)
- Andreas Jaszlinszky – مجارستان (۱۷۱۵–۱۷۸۳)
- علی جوان – ایران (۱۹۲۸–۲۰۱۶)
- ادوین توماس جینز – ایالات متحده (۱۹۲۲–۱۹۹۸)
- Antal István Jákli – مجارستان (زاده ۱۹۵۸)
- جیمز هاپوود جینز – بریتانیا (۱۸۷۷–۱۹۴۶)
- جی. هانس دی. جنسن – آلمان (۱۹۰۷–۱۹۷۳) برنده نوبل
- دبورا اس جین – ایالات متحده (زاده ۱۹۶۸)
- Anthony M. Johnson – ایالات متحده (زاده ۱۹۵۴)
- ایرن ژولیو-کوری – فرانسه (۱۸۹۷–۱۹۵۶)
- Lorella Jones – ایالات متحده (۱۹۴۳–۱۹۹۵)
- پاسکوال جردن – آلمان (۱۹۰۲–۱۹۸۰)
- Vania Jordanova - ایالات متحده، physicist, space weather و geomagnetic storms[۱]
- بریان دیوید جوزفسون – بریتانیا (زاده ۱۹۴۰) برنده نوبل
- جیمز جول – بریتانیا (۱۸۱۸–۱۸۸۹)
- Adolfas Jucys – لیتوانی (۱۹۰۴–۱۹۷۴)
- Chang Kee Jung – کره جنوبی، ایالات متحده

## K
- Menas Kafatos – یونان، ایالات متحده (زاده ۱۹۴۵)
- تاکاکی کاجیتا – ژاپن (زاده ۱۹۵۹) برنده نوبل
- میچیو کاکو – ایالات متحده (زاده ۱۹۴۷)
- تئودور کالوتسا – آلمان (۱۸۸۵–۱۹۵۴)
- هایکه کامرلینگ اونس – هلند (۱۸۵۳–۱۹۲۶) برنده نوبل
- William R. Kanne – ایالات متحده
- چارلز کائو – چین، Hong Kong, بریتانیا، ایالات متحده (۱۹۳۳–۲۰۱۸) برنده نوبل
- پیوتر کاپیتسا – روسیهn Empire, اتحاد شوروی (۱۸۹۴–۱۹۸۴) برنده نوبل
- تئودوره فون کارمان – مجارستان، ایالات متحده (1881–1963) aeronautical engineer
- آلفرد کاستلر – فرانسه (۱۹۰۲–۱۹۸۴) برنده نوبل
- آمروم هری کتز – ایالات متحده (۱۹۱۵–۱۹۹۷)
- Moshe Kaveh – اسرائیل (زاده ۱۹۴۳) رئیس دانشگاه برایلان
- پردهمین کریشان کاو – هند (۱۹۴۸–۲۰۱۷)
- هاینریش کایزر – آلمان (۱۸۵۳–۱۹۴۰)
- ویلم هندریک کیزوم – هلند (۱۸۷۶–۱۹۵۶)
- ادوین سی کمبل – ایالات متحده (۱۸۸۹–۱۹۸۴)
- هنری وی کندال – ایالات متحده (۱۹۲۶–۱۹۹۹) برنده نوبل
- یوهانس کپلر – آلمان (۱۵۷۱–۱۶۳۰)
- جان کر – اسکاتلند (۱۸۲۴–۱۹۰۷)
- ولفگانگ کترله – آلمان (زاده ۱۹۵۷) برنده نوبل
- اسحاق مارکوویچ خالاتنیکوف – اتحاد شوروی (۱۹۱۹–۲۰۲۱)
- جیم الخلیلی – بریتانیا (زاده ۱۹۶۲)
- عبدالقدیر خان – پاکستان (۱۹۳۶–۲۰۲۱)
- Yulii Borisovich Khariton – اتحاد شوروی، روسیه (۱۹۰۴–۱۹۹۶)
- ارهارد کیتز – آلمان، ایالات متحده (۱۹۰۹–۱۹۸۲)
- جک کیلبی – ایالات متحده (۱۹۲۳–۲۰۰۵) مهندس الکترونیک، برنده نوبل
- Toichiro Kinoshita – ژاپن، ایالات متحده (زاده ۱۹۲۵)
- گوستاو کیرشهف – آلمان (۱۸۲۴–۱۸۸۷)
- اسکار کلاین – سوئد (۱۸۹۴–۱۹۷۷)
- هاگن کلاینرت – آلمان (زاده ۱۹۴۱)
- کلاوس فون کلیتسینگ – آلمان (زاده ۱۹۴۳) برنده نوبل
- جینس مارتن نادسن – دانمارک (۱۹۳۰–۲۰۰۵)
- مارتین نودسن – دانمارک (۱۸۷۱–۱۹۴۹)
- ماکوتو کوبایاشی – ژاپن (زاده ۱۹۴۴) برنده نوبل
- آرتور کورن – آلمان (۱۸۷۰–۱۹۴۵)
- ماساتوشی کوشیبا – ژاپن (۱۹۲۶–۲۰۲۰) برنده نوبل
- Matthew Koss – ایالات متحده (زاده ۱۹۶۱)
- والتر کوسل – آلمان (۱۸۸۸–۱۹۵۶)
- Ashutosh Kotwal – ایالات متحده (زاده ۱۹۶۵)
- لو کووارسکی – فرانسه (۱۹۰۷–۱۹۷۹)
- هندریک آنتونی کرامرز – هلند (۱۸۹۴–۱۹۵۲)
- سرگوئی کراسنیکف – روسیه (زاده ۱۹۶۱)
- Adolf Kratzer – آلمان (۱۸۹۳–۱۹۸۳)
- لاورنس کراوس – ایالات متحده (زاده ۱۹۵۴)
- هربرت کرومر – آلمان (زاده ۱۹۲۸) برنده نوبل
- آگوست کرونیگ – آلمان (۱۸۲۲–۱۸۷۹)
- هارتلی کرونیگ – آلمان، ایالات متحده (۱۹۰۴–۱۹۹۵)
- Nikolay Sergeevich Krylov – اتحاد شوروی (۱۹۱۷–۱۹۴۷)
- Ryogo Kubo – ژاپن (۱۹۲۰–۱۹۹۵)
- Daya Shankar Kulshreshtha – هند (زاده ۱۹۵۱)
- ایگور کورچاتوف – اتحاد شوروی (۱۹۰۳–۱۹۶۰)
- Behram Kursunoglu – ترکیه (۱۹۲۲–۲۰۰۳)
- پولیکارپ کوش – آلمان (۱۹۱۱–۱۹۹۳) برنده نوبل

## L
- James W. LaBelle – ایالات متحده
- ژوزف لوئی لاگرانژ – فرانسه (۱۷۳۶–۱۸۱۳)
- ویلیس اوژن لمب – ایالات متحده (۱۹۱۳–۲۰۰۸) برنده نوبل
- لو لانداو – امپراتوری روسیه، اتحاد شوروی (۱۹۰۸–۱۹۶۸) برنده نوبل
- رولف لانداور – ایالات متحده (۱۹۲۷–۱۹۹۹)
- گریگوری لندزبرگ – (۱۸۹۰–۱۹۵۷)
- کنت لین (فیزیکدان) – ایالات متحده
- پل لانژون – فرانسه (۱۸۷۲–۱۹۴۶)
- ایروینگ لانگمویر – ایالات متحده (۱۸۸۱–۱۹۵۷)
- پیر سیمون لاپلاس – فرانسه (۱۷۴۹–۱۸۲۷)
- جوزف لارمر – بریتانیا (۱۸۵۷–۱۹۴۲)
- سزار لات – برزیل (۱۹۲۴–۲۰۰۵)
- ماکس فون لائو – آلمان (۱۸۷۹–۱۹۶۰) برنده نوبل
- رابرت لافلین – ایالات متحده (زاده ۱۹۵۰) برنده نوبل
- میخایل لاورنتیف – (۱۹۰۰–۱۹۸۰)
- ملوین لاکس – ایالات متحده (۱۹۲۲–۲۰۰۲)
- ارنست لارنس – ایالات متحده (۱۹۰۱–۱۹۵۸) برنده نوبل
- TH Laby – استرالیا (۱۸۸۰–۱۹۴۶)
- پیوتر لبدوف – امپراتوری روسیه (۱۸۶۶–۱۹۱۲)
- لئون لدرمن – ایالات متحده (۱۹۲۲–۲۰۱۸) برنده نوبل
- بنجامین دابلیو لی – کره، ایالات متحده (۱۹۳۵–۱۹۷۷)
- دیوید موریس لی – ایالات متحده (زاده ۱۹۳۱) برنده نوبل
- تسونگ-دائو لی – چین، ایالات متحده (زاده ۱۹۲۶) برنده نوبل
- آنتونی جیمز لگت – بریتانیا، ایالات متحده (زاده ۱۹۳۸) برنده نوبل
- گوتفرید لایبنیتس – آلمان (۱۶۴۶–۱۷۱۶)
- رابرت بی لیتون – ایالات متحده (۱۹۱۹–۱۹۹۷)
- ژرژ لومتر – بلژیک (۱۸۹۴–۱۹۶۶)
- فیلیپ لنارت – مجارستان، آلمان (۱۸۶۲–۱۹۴۷) برنده نوبل
- جان لنارد-جونز – بریتانیا (۱۸۹۴–۱۹۵۴)
- جان لزلی – بریتانیا (۱۷۶۶–۱۸۳۲)
- والتر لوین – هلند، ایالات متحده (زاده ۱۹۳۶)
- مارتین لویز پرل – ایالات متحده (۱۹۲۷–۲۰۱۴)
- رابرت فون لیبن – اتریش-مجارستان (۱۸۷۸–۱۹۱۳)
- آلفرد-ماری لینار – فرانسه (۱۸۶۹–۱۹۵۸)
- اوگنی لیفشیتز – اتحاد شوروی (۱۹۱۵–۱۹۸۵)
- David Lindley – ایالات متحده (زاده ۱۹۵۶)
- John Linsley – ایالات متحده (۱۹۲۵–۲۰۰۲)
- Chris Lintott – بریتانیا (زاده ۱۹۸۰)
- گابریل لیپمن – فرانسه، Luxemburg (1845–1921) برنده نوبل
- آنتونی گرت لیسی – ایالات متحده (زاده ۱۹۶۸)
- Karl L. Littrow – اتریش (۱۸۱۱–۱۸۷۷)
- Seth Lloyd – ایالات متحده (زاده ۱۹۶۰)
- الیور جوزف لوج – بریتانیا (۱۸۵۱–۱۹۴۰)
- Maurice Loewy – اتریش، فرانسه (۱۸۳۳–۱۹۰۷)
- Robert K. Logan – ایالات متحده (زاده ۱۹۳۹)
- میخاییل لومونسف – Denisovka (1711–1765)
- Alfred Lee Loomis – ایالات متحده (۱۸۸۷–۱۹۷۵)
- Ramón E. López – ایالات متحده (زاده ۱۹۵۹)
- هندریک لورنتز – هلند (۱۸۵۳–۱۹۲۸) برنده نوبل
- لودویگ لورنتس – دانمارک (۱۸۲۹–۱۸۹۱)
- یوهان یوزف لوشمیت – اتریش (۱۸۲۱–۱۸۹۵)
- اولگ لسف – Tver (1903–1942)
- Archibald Low – بریتانیا (۱۸۸۸–۱۹۵۶)
- Per-Olov Löwdin – سوئد (۱۹۱۶–۲۰۰۰)
- لوکرتیوس – Rome (98?–55پیش از میلاد)
- الکساندر لیاپانوف – امپراتوری روسیه (۱۸۵۷–۱۹۱۸)
- ژوزف لیکن – ایالات متحده (زاده ۱۹۵۷)

## M
- آرتور بی مک‌دانلد – کانادا (زاده ۱۹۴۳) برنده نوبل
- Carolina Henriette Mac Gillavry – هلند (۱۹۰۴–۱۹۹۳)
- ارنست ماخ – اتریش-مجارستان (۱۸۳۸–۱۹۱۶)
- Ray Mackintosh – بریتانیا
- Luciano Maiani – ایتالیا، San Marino (زاده ۱۹۴۱)
- تئودور میمن – ایالات متحده (۱۹۲۷–۲۰۰۷)
- Arthur Maitland – بریتانیا (۱۹۲۵–۱۹۹۴)
- اتوره مایورانا – ایتالیا (1906–1938 presumed dead)
- Sudhansu Datta Majumdar – هند (۱۹۱۵–۱۹۹۷)
- Richard Makinson – استرالیا (۱۹۱۳–۱۹۷۹)
- خوان مارتین مالداسنا – آرژانتین (زاده ۱۹۶۸)
- اتین-لویی ملوس – فرانسه (۱۷۷۵–۱۸۱۲)
- Leonid Isaakovich Mandelshtam – امپراتوری روسیه، اتحاد شوروی (۱۸۷۹–۱۹۴۴)
- Franz Mandl – بریتانیا (۱۹۲۳–۲۰۰۹)
- Charles Lambert Manneback – بلژیک (۱۸۹۴–۱۹۷۵)
- پیتر منسفیلد – بریتانیا (۱۹۳۳–۲۰۱۷)
- کارلو مارانگونی – ایتالیا (۱۸۴۰–۱۹۲۵)
- M. Cristina Marchetti – ایتالیا، ایالات متحده (زاده ۱۹۵۵)
- گولیلمو مارکونی – ایتالیا (۱۸۷۴–۱۹۳۷) برنده نوبل
- هنری مارگنائو – آلمان، ایالات متحده (۱۹۰۱–۱۹۷۷)
- Nina Marković – Croatia, ایالات متحده
- William Markowitz – ایالات متحده (۱۹۰۷–۱۹۹۸)
- رابرت مارشاک – ایالات متحده (۱۹۱۶–۱۹۹۲)
- والتر مارشال، بارون مارشال گورینگ – بریتانیا (۱۹۳۲–۱۹۹۶)
- شیهید ماسکاوا – ژاپن (۱۹۴۰–۲۰۲۱) برنده نوبل
- هریه مسی – استرالیا (۱۹۰۸–۱۹۸۳)
- جان ماتر – ایالات متحده (زاده ۱۹۴۶) برنده نوبل
- جیمز کلرک ماکسول – بریتانیا (۱۸۳۱–۱۸۷۹)
- برایان می – بریتانیا (زاده ۱۹۴۷)
- ماریا ژئوپرت مایر – آلمان، ایالات متحده (۱۹۰۶–۱۹۷۲)
- رونالد مک‌نیر – ایالات متحده (۱۹۵۰–۱۹۸۶)
- سیمون ون درمیر – هلند (۱۹۲۵–۲۰۱۱) برنده نوبل
- لیزه مایتنر – اتریش (۱۸۷۸–۱۹۶۸)
- فولویو ملیا – ایالات متحده (زاده ۱۹۵۶)
- ماچدونیو ملونی – ایتالیا (۱۷۹۸–۱۸۵۴)
- Adrian Melott – ایالات متحده (زاده ۱۹۴۷)
- توماس کوروین مندنهال – ایالات متحده (۱۸۴۱–۱۹۲۴)
- ام‌جی‌کی منون – هند (۱۹۲۸–۲۰۱۶)
- David Merritt – ایالات متحده
- آلبرت آبراهام مایکلسون – ایالات متحده (۱۸۵۲–۱۹۳۱) برنده نوبل
- Arthur Alan Middleton – ایالات متحده
- Stanislav Mikheyev – روسیه (۱۹۴۰–۲۰۱۱)
- رابرت میلیکان – ایالات متحده (۱۸۶۸–۱۹۵۳) برنده نوبل
- ادوارد آرتور میلن – بریتانیا (۱۸۹۶–۱۹۵۰)
- شیراز مینولا – هند (زاده ۱۹۷۲)
- Rabindra Nath Mohapatra – هند، ایالات متحده (زاده ۱۹۴۴)
- Kathryn Moler – ایالات متحده
- Merritt Moore – ایالات متحده (زاده ۱۹۸۸)
- Tanya Monro – استرالیا (زاده ۱۹۷۳)
- John J. Montgomery – ایالات متحده (۱۸۵۸–۱۹۱۱)
- جاگادش مودرا – هند، ایالات متحده (زاده ۱۹۵۰)
- هنری موزلی – بریتانیا (۱۸۸۷–۱۹۱۵)
- رودولف لودویگ موسباور – آلمان (۱۹۲۹–۲۰۱۱) برنده نوبل
- نویل فرانسیس مات – بریتانیا (۱۹۰۵–۱۹۹۶) برنده نوبل
- بن روی ماتلسن – دانمارک، ایالات متحده (زاده ۱۹۲۶) برنده نوبل
- Amédée Mouchez – اسپانیا، فرانسه (۱۸۲۱–۱۸۹۲)
- علی مصطفی مشرفه – مصر (۱۸۹۸–۱۹۵۰)
- جوسه انریکه مویال – فلسطین، فرانسه، بریتانیا، ایالات متحده، استرالیا (۱۹۱۰–۱۹۹۸)
- کارل الکساندر مولر – سوئیس (زاده ۱۹۲۷) برنده نوبل
- ریچارد ای مولر – ایالات متحده (زاده ۱۹۴۴)
- روبرت اس مالیکن – ایالات متحده (۱۸۹۶–۱۹۸۶)
- پیتر فن موسخنبروک – هلند (۱۶۹۲–۱۷۶۲)

## N
- یوایچیرو نامبو – ژاپن، ایالات متحده (۱۹۲۱–۲۰۱۵) برنده نوبل
- Meenakshi Narain - فیزیکدان تجربی، Professor of Physics at Brown University
- جایانت نارلیکار – هند (زاده ۱۹۳۸)
- ست ندرمیر – ایالات متحده (۱۹۰۷–۱۹۸۸)
- لویی نیل – فرانسه (۱۹۰۴–۲۰۰۰) برنده نوبل
- یووال نیمان – اسرائیل (۱۹۲۵–۲۰۰۶)
- Ann Nelson – ایالات متحده (۱۹۵۸–۲۰۱۹)
- جان فون نویمان – اتریش-مجارستان، ایالات متحده (۱۹۰۳–۱۹۵۷)
- سیمون نیوکام – ایالات متحده (۱۸۳۵–۱۹۰۹)
- آیزاک نیوتن – انگلستان (۱۶۴۲–۱۷۲۷)
- Edward P. Ney – ایالات متحده (۱۹۲۰–۱۹۹۶)
- Kendal Nezan – فرانسه، Kurdistan (زاده ۱۹۴۹)
- Holger Bech Nielsen – دانمارک (زاده ۱۹۴۱)
- لئوپولدو نبیلی – ایتالیا (۱۷۸۴–۱۸۳۵)
- امی نوتر – آلمان (۱۸۸۲–۱۹۳۵)
- لوتار ولفگانگ نوردهیم – آلمان (۱۸۹۹–۱۹۸۵)
- گونار نوردشتروم – Finland (1881–1923)
- Johann Gottlieb Nörremberg – آلمان (۱۷۸۷–۱۸۶۲)
- کنستانتین نووسلف – اتحاد شوروی، بریتانیا (زاده ۱۹۷۴) برنده نوبل
- H. Pierre Noyes – ایالات متحده (۱۹۲۳–۲۰۱۶)
- John Nye – بریتانیا (۱۹۲۳–۲۰۱۹)

## O
- یوری اوگانسیان – روسیه (زاده ۱۹۳۳)
- گئورگ زیمون اهم – آلمان (۱۷۸۹–۱۸۵۴)
- Hideo Ohno – ژاپن (زاده ۱۹۵۴)
- Susumu Okubo – ژاپن، ایالات متحده (۱۹۳۰–۲۰۱۵)
- Sir مارک اولیفانت – استرالیا (۱۹۰۱–۲۰۰۰)
- دیوید آلیو – بریتانیا (۱۹۳۷–۲۰۱۲)
- Zaira Ollano – ایتالیا (۱۹۰۴–۱۹۹۷)
- جرارد کیچن اونیل – ایالات متحده (۱۹۲۷–۱۹۹۲)
- لارس اونزاگر – نروژ (۱۹۰۳–۱۹۷۶)
- جی. رابرت اوپنهایمر – ایالات متحده (۱۹۰۴–۱۹۶۷)
- نیکل اورسم – فرانسه (۱۳۲۵–۱۳۸۲)
- یوری اورلوف – اتحاد شوروی، ایالات متحده (۱۹۲۴–۲۰۲۰)
- لئونارد اورنستاین – هلند (۱۸۸۰–۱۹۴۱)
- ایگون اوروان – اتریش-مجارستان، ایالات متحده (۱۹۰۱–۱۹۸۹)
- هانس کریستین اورستد – دانمارک (۱۷۷۷–۱۸۵۱)
- داگلاس اوشروف – ایالات متحده (زاده ۱۹۴۵) برنده نوبل
- میخایل استردرادسکی – روسیه (۱۸۰۱–۱۸۶۲)

## P
- تانو پادمنابان – هند (۱۹۵۷–۲۰۲۱)
- هاینتز پاگلز – ایالات متحده (۱۹۳۹–۱۹۸۸)
- آبراهام پایس – هلند، ایالات متحده (۱۹۱۸–۲۰۰۰)
- ولفگانگ کی اچ پانوفسکی – آلمان، ایالات متحده (۱۹۱۹–۲۰۰۷)
- بلز پاسکال – فرانسه (۱۶۲۳–۱۶۶۲)
- جان پاستا – ایالات متحده (۱۹۱۸–۱۹۸۴)
- ژوگش پتی – ایالات متحده (زاده ۱۹۳۷)
- Petr Paucek – ایالات متحده
- Stephen Paul – ایالات متحده (۱۹۵۳–۲۰۱۲)
- ولفگانگ پل – آلمان (۱۹۱۳–۱۹۹۳) برنده نوبل
- ولفگانگ پاولی – اتریش-مجارستان (۱۹۰۰–۱۹۵۸) برنده نوبل
- روبی پاین-اسکات – استرالیا (۱۹۱۲–۱۹۸۱)
- جرج بی. پگرام – ایالات متحده (۱۸۷۶–۱۹۵۸)
- رودولف پیرلز – آلمان، بریتانیا (۱۹۰۷–۱۹۹۵)
- ژان شارل آتاناز پلتیه – فرانسه (۱۷۸۵–۱۸۴۵)
- راجر پنروز، mathematician – بریتانیا (زاده ۱۹۳۱) برنده وولف
- آرنو آلان پنزیاس، electrical engineer – ایالات متحده (زاده ۱۹۳۳) برنده نوبل
- مارتین لویز پرل – ایالات متحده (۱۹۲۷–۲۰۱۴) برنده نوبل
- سال پرلموتر – ایالات متحده (زاده ۱۹۵۹) برنده نوبل
- ژان باتیست پرن – فرانسه (۱۸۷۰–۱۹۴۲) برنده نوبل
- کنستانتین پیترژاک – اتحاد شوروی، روسیه (۱۹۰۷–۱۹۹۸)
- Bernhard Philberth – آلمان (۱۹۲۷–۲۰۱۰)
- ویلیام دانیل فیلیپ – ایالات متحده (زاده ۱۹۴۸) برنده نوبل
- ماکس پلانک – آلمان (۱۸۵۸–۱۹۴۷) برنده نوبل
- جوزف پلاتو – بلژیک (۱۸۰۱–۱۸۸۳)
- میلتون اس پلست – ایالات متحده (۱۹۰۸–۱۹۹۱)
- وارد پلامر – ایالات متحده (۱۹۴۰–۲۰۲۰)
- بوریس پودولسکی – Taganrog (1896–1966)
- آنری پوانکاره، mathematician – فرانسه (۱۸۵۴–۱۹۱۲)
- اریک پواسون – کانادا (زاده ۱۹۶۵)
- سیمون دنی پواسون – فرانسه (1781–1840) mathematician
- بالتهاسار وان در پل – هلند (1889–1959) electrical engineer
- جوزف پلچینسکی – ایالات متحده (۱۹۵۴–۲۰۱۸)
- دیوید پولیتزر – ایالات متحده (زاده ۱۹۴۹) برنده نوبل
- جان پولکینگورن – بریتانیا (۱۹۳۰–۲۰۲۱)
- الکساندر مارکوویچ پولیاکوف – روسیه، ایالات متحده (زاده ۱۹۴۵)
- برونو پونته‌کوروو – ایتالیا، اتحاد شوروی (۱۹۱۳–۱۹۹۳)
- هراکلیدس پونتیکوس – یونان (۳۸۷–۳۱۲ پیش از میلاد)
- هاینتز پوزه – آلمان (۱۹۰۵–۱۹۷۵)
- سیسل فرانک پاول – بریتانیا (۱۹۰۳–۱۹۶۹) برنده نوبل
- جان هنری پوئینتینگ – بریتانیا (۱۸۵۲–۱۹۱۴)
- لودویگ پرانتل – آلمان (۱۸۷۵–۱۹۵۳)
- Willibald Peter Prasthofer – اتریش (۱۹۱۷–۱۹۹۳)
- ایلیا پریگوژین – بلژیک (۱۹۱۷–۲۰۰۳)
- الکساندر میخایلوویچ پروخورف – Soviet, روسیهn (1916–2002) برنده نوبل
- ویلیام پرووت – بریتانیا (۱۷۸۵–۱۸۵۰)
- لوئیجی پوکیانتی – ایتالیا (۱۸۷۵–۱۹۵۲)
- ایوان پولیوی – بریتانیاraine (1845–1918)
- میهایلو پاپین – صربستان، ایالات متحده (۱۸۵۸–۱۹۳۵)
- ادوارد میلز پورسل – ایالات متحده (۱۹۱۲–۱۹۹۷) برنده نوبل

## Q
- هلن کوئین – استرالیا، ایالات متحده (زاده ۱۹۴۳)

## R
- Raúl Rabadán – ایالات متحده
- Gabriele Rabel – اتریش، بریتانیا (۱۸۸۰–۱۹۶۳)
- ایزیدور ایزاک رابی – اتریش، ایالات متحده (۱۸۹۸–۱۹۸۸) برنده نوبل
- جولیو رکه – Italian-Israeli (1909–1965)
- لئو جیمز رینواتر – ایالات متحده (۱۹۱۷–۱۹۸۶) برنده نوبل
- Mark G. Raizen – New York City ایالات متحده (زاده ۱۹۵۵)
- Alladi Ramakrishnan – هند (۱۹۲۳–۲۰۰۸)
- سی وی رامان – هند (۱۸۸۸–۱۹۷۰) برنده نوبل
- ادوارد رامبرگ – ایالات متحده (۱۹۰۷–۱۹۹۵)
- کارل رامزاور – آلمان (۱۸۷۹–۱۹۵۵)
- نورمن فاستر رمزی – ایالات متحده (۱۹۱۵–۲۰۱۱) برنده نوبل
- لیسا رندل – ایالات متحده (زاده ۱۹۶۲)
- Riccardo Rattazzi – ایتالیا (زاده ۱۹۶۴)
- جان ویلیام استرات، سومین بارون ریلی – بریتانیا (۱۸۴۲–۱۹۱۹) برنده نوبل
- رنه آنتوان فرشول دو رئومور – فرانسه (۱۶۸۳–۱۷۵۷)
- سیدنی ردنر – کانادا، ایالات متحده (زاده ۱۹۵۱)
- مارتین ریس – بریتانیا (زاده ۱۹۴۲)
- هیوبرت ریوس – کانادا (زاده ۱۹۳۲)
- تولیو رجه – ایتالیا (۱۹۳۱–۲۰۱۴)
- فردریک رینز – ایالات متحده (۱۹۱۸–۱۹۹۸) برنده نوبل
- لوئیس راندو – فرانسه (۱۷۸۹–۱۸۵۹)
- ازبورن رینولدز – بریتانیا (۱۸۴۲–۱۹۱۲)
- اون ویلانز ریچاردسون – بریتانیا (۱۸۷۹–۱۹۵۹) برنده نوبل
- رابرت کلمن ریچاردسون – ایالات متحده (۱۹۳۷–۲۰۱۳) برنده نوبل
- برتون ریکتر – ایالات متحده (۱۹۳۱–۲۰۱۸) برنده نوبل
- Floyd K. Richtmyer – ایالات متحده (۱۸۸۱–۱۹۳۹)
- رابرت دی ریچمیر – (۱۹۱۰–۲۰۰۳)
- شارلوت ریفنشتال – آلمان (۱۸۹۹–۱۹۹۳)
- نیکولاس ریهل – آلمان (۱۹۰۱–۱۹۹۰)
- آدم ریس – ایالات متحده (زاده ۱۹۶۹) برنده نوبل
- Karl-Heinrich Riewe – آلمان
- والتر ریتز – سوئیس (۱۸۷۸–۱۹۰۹)
- اتین-گاسپار روبر – بلژیک (۱۷۶۳–۱۸۳۷)
- هاینریش روهرر – سوئیس (۱۹۳۳–۲۰۱۳) برنده نوبل
- Joseph Romm – ایالات متحده (زاده ۱۹۶۰)
- ویلهلم رونتگن – آلمان (۱۸۴۵–۱۹۲۳) برنده نوبل
- کلمنس سی جی روتهان – هلند (۱۹۱۸–۲۰۱۹)
- نیتان روزن – ایالات متحده، اسرائیل (۱۹۰۹–۱۹۹۵)
- مارشال روزنبلوث – ایالات متحده (۱۹۲۷–۲۰۰۳)
- Yasha Rosenfeld – اسرائیل (۱۹۴۸–۲۰۰۲)
- کارل-گوستاو روسبی – سوئد، ایالات متحده (۱۸۹۸–۱۹۵۷)
- برونوو روسی – ایتالیا، ایالات متحده (۱۹۰۵–۱۹۹۳)
- ژوزف روتبلات – لهستان، بریتانیا (۱۹۰۸–۲۰۰۵)
- کارلو روولی – ایتالیا (زاده ۱۹۵۶)
- Subrata Roy (scientist) – هند، ایالات متحده
- کارلو روبیا – ایتالیا (زاده ۱۹۳۴) برنده نوبل
- ورا روبین – ایالات متحده (۱۹۲۸–۲۰۱۶)
- Serge Rudaz – کانادا، ایالات متحده (زاده ۱۹۵۴)
- دیوید روئل – بلژیک، فرانسه (زاده ۱۹۳۵)
- ارنست روسکا – آلمان (۱۹۰۶–۱۹۸۸) برنده نوبل
- ارنست رادرفورد – New Zealand, بریتانیا (۱۸۷۱–۱۹۳۷)
- یوهانس ریدبرگ – سوئد (۱۸۵۴–۱۹۱۹)
- مارتین رایل – بریتانیا (۱۹۱۸–۱۹۸۴) برنده نوبل

## S
- Mendel Sachs – ایالات متحده (۱۹۲۷–۲۰۱۲)
- Rainer K. Sachs – آلمان و ایالات متحده (۱۹۳۲-)
- Robert G. Sachs – ایالات متحده (۱۹۱۶–۱۹۹۹)
- کارل سیگن – ایالات متحده (۱۹۳۴–۱۹۹۶)
- ژرژ-لویی لو ساژ – سوئیس (۱۷۲۴–۱۸۰۳)
- ژرژ سایناک – فرانسه (۱۸۶۹–۱۹۲۶)
- مقناد ساها – بنگالی هند (۱۸۹۳–۱۹۵۶)
- شویچی ساکاتا – ژاپن (۱۹۱۱–۱۹۷۰)
- آندره ساخاروف – اتحاد شوروی (۱۹۲۹–۱۹۸۹)
- اسکار ساله – برزیل (۱۹۲۲–۲۰۱۰)
- عبدالسلام – پاکستان (۱۹۲۶–۱۹۹۶) برنده نوبل
- Edwin Ernest Salpeter – اتریش، استرالیا، ایالات متحده (۱۹۲۴–۲۰۰۸)
- آنتونی ایچیرو ساندا – ژاپن، ایالات متحده (زاده ۱۹۴۴)
- Antonella De Santo – ایتالیا، بریتانیا
- ویکرام سربهی – هند (۱۹۱۹–۱۹۷۱)
- ایزیدور سائورس – اتریش (زاده ۱۹۴۸)
- فلیکس ساوار – فرانسه (۱۷۹۱–۱۸۴۱)
- Brendan Scaife – ایرلند (زاده ۱۹۲۸)
- Martin Schadt – سوئیس (زاده ۱۹۳۸)
- آرتور لئونارد شالو – ایالات متحده (۱۹۲۱–۱۹۹۹) برنده نوبل
- Craige Schensted – ایالات متحده
- Joël Scherk – فرانسه (۱۹۴۶–۱۹۷۹)
- Otto Scherzer – آلمان (۱۹۰۹–۱۹۸۲)
- برایان اشمیت – استرالیا، ایالات متحده (زاده ۱۹۶۷) برنده نوبل
- Alan Schoen – ایالات متحده (زاده ۱۹۲۴)
- والتر شاتکی – آلمان (۱۸۸۶–۱۹۷۶)
- کیس اسخوهامر ایمینک – هلند (زاده ۱۹۴۶)
- جان رابرت شریفر – ایالات متحده (۱۹۳۱–۲۰۱۹) برنده نوبل
- اروین شرودینگر – اتریش-مجارستان (۱۸۸۷–۱۹۶۱) برنده نوبل
- جان هنری شوارز – ایالات متحده (زاده ۱۹۴۱)
- ملوین شوارتز – ایالات متحده (۱۹۳۲–۲۰۰۶) برنده نوبل
- کارل شوارتزشیلد – German Empire (1876–1916)
- جولیان شوینگر – ایالات متحده (۱۹۱۸–۱۹۹۴) برنده نوبل
- مارلان اسکولی – ایالات متحده (زاده ۱۹۳۹)
- دنیس ویلیام سیاما – بریتانیا (۱۹۲۶–۱۹۹۹)
- Bice Sechi-Zorn – ایتالیا، ایالات متحده (۱۹۲۸–۱۹۸۴)
- توماس یوهان سیبک – Estonia (1770–1831)
- Raymond Seeger – ایالات متحده (۱۹۰۶–۱۹۹۲)
- امیلیو سگره – ایتالیا، ایالات متحده (۱۹۰۵–۱۹۸۹) برنده نوبل
- ناتان سیبرگ – ایالات متحده (زاده ۱۹۵۶)
- فریدریش سیتز – ایالات متحده (۱۹۱۱–۲۰۰۸)
- نیکولای سمیونوف – روسیه (۱۸۹۶–۱۹۸۶)
- آشوک سان – هند (زاده ۱۹۵۶)
- Hایرانmay Sen Gupta – بنگلادش (۱۹۳۴–۲۰۲۲)
- رابرت سربر – ایالات متحده (۱۹۰۹–۱۹۹۷)
- رومن اولریش سکسل – اتریش (۱۹۳۹–۱۹۸۶)
- شن کوا – چین (۱۰۳۱–۱۰۹۵)
- میخایل شیفمن – روسیه، ایالات متحده (زاده ۱۹۴۹)
- دمیتری شیرکف – روسیه (۱۹۲۸–۲۰۱۶)
- ویلیام شاکلی – ایالات متحده (۱۹۱۰–۱۹۸۹) برنده نوبل
- Boris Shraiman – ایالات متحده (۱۹۵۶)
- لو شوبنیکف – روسیه، هلند، بریتانیاraine (1901–1937)
- کلیفورد گلنوود شال – ایالات متحده (۱۹۱۵–۲۰۰۱) برنده نوبل
- کای سیگبان – سوئد (۱۹۱۸–۲۰۰۷) برنده نوبل
- کارل مان گیورگ سیگبن – سوئد (۱۸۸۶–۱۹۷۸) برنده نوبل
- لودویک سیلبرستین – لهستان، آلمان، ایتالیا، ایالات متحده، کانادا (۱۸۷۲–۱۹۴۸)
- اوا سیلورستاین – ایالات متحده (زاده ۱۹۷۰)
- جان الکساندر سیمپسون – ایالات متحده (۱۹۱۶–۲۰۰۰)
- ویلم دو سیتر – هلند (۱۸۷۲–۱۹۳۴)
- Uri Sivan – اسرائیل (زاده ۱۹۵۵)
- Tamitha Skov - space weather physicist, researcher و public speaker
- G. V. Skrotskii – روسیه (۱۹۱۵–۱۹۹۲)
- فرانسیس گ. اسلاک – ایالات متحده (۱۸۹۷–۱۹۸۵)
- جان سی اسلیتر – ایالات متحده (۱۹۰۰–۱۹۷۶)
- لوئیس اسلوتین – ایالات متحده (۱۹۱۰–۱۹۴۶)
- Alexei Yuryevich Smirnov – روسیه، ایتالیا (زاده ۱۹۵۱)
- جرج ئی. اسمیت – ایالات متحده (زاده ۱۹۳۰) برنده نوبل
- لی اسمولین – ایالات متحده (زاده ۱۹۵۵)
- ماریان اسمولوخوفسکی – لهستان (۱۸۷۲–۱۹۱۷)
- جرج اسموت – ایالات متحده (زاده ۱۹۴۵) برنده نوبل
- ویلبرورد اسنلیوس – هلند (۱۵۸۰–۱۶۲۶)
- آرسنی سوکولوف – روسیه (۱۹۱۰–۱۹۸۶)
- آرنولد زومرفلد – آلمان (۱۸۶۸–۱۹۵۱)
- Bent Sørensen – دانمارک (زاده ۱۹۴۱)
- Rafael Sorkin – ایالات متحده (زاده ۱۹۴۵)
- Nicola Spaldin – بریتانیا (زاده ۱۹۶۹)
- Maria Spiropulu – یونان (زاده ۱۹۷۰)
- هنری استپ – ایالات متحده (زاده ۱۹۲۸)
- یوهانس اشتارک – آلمان (۱۸۷۴–۱۹۵۷) برنده نوبل
- مکس شتنبک – (۱۹۰۱–۱۹۸۱)
- جوزف استفان – اتریش-مجارستان، اسلوونی (۱۸۳۵–۱۸۹۳)
- جک اشتینبرگر – آلمان، ایالات متحده (۱۹۲۱–۲۰۲۰) برنده نوبل
- پائول استینهاردت – ایالات متحده (زاده ۱۹۵۲)
- کارل آگوست فون استینهیل – آلمان (۱۸۰۱–۱۸۷۰)
- جرج استرمن – ایالات متحده (زاده ۱۹۴۶)
- اتو اشترن – آلمان (۱۸۸۸–۱۹۶۹) برنده نوبل
- سیمون استیون – بلژیک، هلند (۱۵۴۸–۱۶۲۰)
- توماس اچ. استیکس – ایالات متحده (۱۹۲۴–۲۰۰۱)
- سر جرج گابریل استوکس، بارونت اول – ایرلند، بریتانیا (۱۸۱۹–۱۹۰۳)
- Aleksandr Stoletov – روسیه (۱۸۳۹–۱۸۹۶)
- دانا استریکلند – کانادا (زاده ۱۹۵۹) برنده نوبل
- هورست لودویگ اشتورمر – آلمان (زاده ۱۹۴۹) برنده نوبل
- Leonard Strachan - ایالات متحده، astrophysicist
- اندرو استرامینجر – ایالات متحده (زاده ۱۹۵۵)
- ارنست اشتوکلبرگ – سوئیس (۱۹۰۵–۱۹۸۴)
- ای سی جورج سودارشان – هند، ایالات متحده (۱۹۳۱–۲۰۱۸)
- رشید سونیایف – اتحاد شوروی (زاده ۱۹۴۳)
- Oleg Sushkov – اتحاد شوروی، استرالیا (زاده ۱۹۵۰)
- لئونارد ساسکیند – ایالات متحده (زاده ۱۹۴۰)
- جوزف سوان – بریتانیا (۱۸۲۸–۱۹۱۴)
- جین هانری وان سویندن – هلند (۱۷۴۶–۱۸۲۳)
- Bertha Swirles – بریتانیا (۱۹۰۳–۱۹۹۹)
- لئو زیلارد – اتریش-مجارستان، ایالات متحده (۱۸۹۸–۱۹۶۴)

## T
- ایگور یوگنیویچ تام – امپراتوری روسیه، اتحاد شوروی (۱۸۹۵–۱۹۷۱) برنده نوبل

نیکولا تسلا
- آبراهام هاسکل تاب – ایالات متحده (۱۹۱۱–۱۹۹۹)
- Martin Tajmar – اتریش (زاده ۱۹۷۴)
- جی آی تیلور – بریتانیا (۱۸۸۶–۱۹۷۵)
- جوزف تیلور – ایالات متحده (زاده ۱۹۴۱) برنده نوبل
- ریچارد ادوارد تیلور – ایالات متحده (۱۹۲۹–۲۰۱۸) برنده نوبل
- مکس تگمارک – سوئد، ایالات متحده (زاده ۱۹۶۷)
- والنتین تلگدی – مجارستان، ایالات متحده (۱۹۲۲–۲۰۰۶) برنده وولف
- ادوارد تلر – اتریش-مجارستان، ایالات متحده (۱۹۰۸–۲۰۰۳)
- ایگور ترنف – روسیه (۱۹۲۱–۱۹۹۶)
- جرج پاجت تامسون – بریتانیا (۱۸۹۲–۱۹۷۵) برنده نوبل
- جوزف جان تامسون – بریتانیا (۱۸۵۶–۱۹۴۰) برنده نوبل
- ویلیام تامسون – ایرلند، بریتانیا (۱۸۲۴–۱۹۰۷)
- Charles Thorn – ایالات متحده (زاده ۱۹۴۶)
- کیپ تورن – ایالات متحده (زاده ۱۹۴۰)
- Peter Adolf Thiessen – آلمان (۱۸۹۹–۱۹۹۰)
- ساموئل چائو چونگ تینگ – ایالات متحده (زاده ۱۹۳۶) برنده نوبل
- فرانک تیپلر – ایالات متحده (زاده ۱۹۴۷)
- ارنست ویلیام تیترتون – بریتانیا، استرالیا (۱۹۱۶–۱۹۹۰)
- Yoshinori Tokura – ژاپن (زاده ۱۹۵۴)
- ساموئل تلنسکی – بریتانیا (۱۹۰۷–۱۹۷۳)
- Baien Tomlin – بریتانیا (۱۹۰۵–۱۹۷۲)
- سین‌ایترو تومونوجا – ژاپن (۱۹۰۶–۱۹۷۹) برنده نوبل
- Lewi Tonks – ایالات متحده (۱۸۹۷–۱۹۷۱)
- Akira Tonomura – ژاپن (۱۹۴۲–۲۰۱۲)
- اوانجلیستا توریچلی – ایتالیا (۱۶۰۸–۱۶۴۷)
- یوجی تتسویا – ژاپن (۱۹۴۲–۲۰۰۸)
- برونو توشک – ایتالیا (۱۹۲۱–۱۹۷۸)
- چارلز هارد تاونز – ایالات متحده (۱۹۱۵–۲۰۱۵) برنده نوبل
- جان سیلی تاونزند – بریتانیا (۱۸۶۸–۱۹۵۷)
- یوهان گئورگ ترالس – آلمان (۱۷۶۳–۱۸۲۲)
- سام تریمن – ایالات متحده (۱۹۲۵–۱۹۹۹)
- دانیل چی تسوئی – چین، ایالات متحده (زاده ۱۹۳۹) برنده نوبل
- Vipin Kumar Tripathi – هند (زاده ۱۹۴۸)
- جان جی تورین – ایالات متحده (۱۹۱۳–۱۹۷۳)
- Neil Turok – آفریقای جنوبی (زاده ۱۹۵۸)
- Victor Twersky – ایالات متحده (۱۹۲۳–۱۹۹۸)
- Sergei Tyablikov – روسیه (۱۹۲۱–۱۹۶۸)
- جان تیندال – بریتانیا (۱۸۲۰–۱۸۹۳)
- نیل دگراس تایسون – ایالات متحده (زاده ۱۹۵۸)

## U
- جرج اولنبک – هلند، ایالات متحده (۱۹۰۰–۱۹۸۸)
- استنی‌سواف اولام – لهستان، ایالات متحده (۱۹۰۹–۱۹۸۴)
- نیکلای اومف – روسیه (۱۸۴۶–۱۹۱۵)
- ژوریس اوپاتنیکس – لتونی، ایالات متحده (زاده ۱۹۳۶)

## V
- کامران وفا – ایران، ایالات متحده (زاده ۱۹۶۰)
- لئون وان هوو – بلژیک (۱۹۲۴–۱۹۹۰)
- سرگئی ایوانویچ واویلف – اتحاد شوروی (۱۸۹۱–۱۹۵۱)
- Vlatko Vedral – بریتانیا، صربستان (زاده ۱۹۷۱)
- Evgeny Velikhov – روسیه (زاده ۱۹۳۵)
- مارتینیوس ولتمن – هلند، ایالات متحده (۱۹۳۱–۲۰۲۱) برنده نوبل
- گابریل ونزیانو – ایتالیا (زاده ۱۹۴۲)
- جووانی باتیستا ونتوری – ایتالیا (۱۷۴۶–۱۸۲۲)
- امیل ودره – فرانسه (۱۸۲۴–۱۸۶۶)
- اریک فرلینده – هلند (۱۹۶۲)
- Herman Verlinde – هلند (۱۹۶۲)
- ژان-پیر ویژیه – فرانسه (۱۹۲۰–۲۰۰۴)
- Gaetano Vignola – ایتالیا
- آناتولی ولاسوف – روسیه (۱۹۰۸–۱۹۷۵)
- جان هاسبروک وان ولک – ایالات متحده (۱۸۹۹–۱۹۸۰) برنده نوبل
- ولدمار فویگت – آلمان (۱۸۵۰–۱۹۱۹)
- Burchard de Volder – هلند (۱۶۴۳–۱۷۰۹)
- ماکس ولمر – آلمان (۱۸۸۵–۱۹۶۵)
- آلساندرو ولتا – ایتالیا (۱۷۴۵–۱۸۲۷)
- ورنر فون براون، aerospace engineer – آلمان (۱۹۱۲–۱۹۷۷)

## W
- یوهان دیدریک وان در والس – هلند (۱۸۳۷–۱۹۲۳) برنده نوبل
- James Wait – کانادا (۱۹۲۴–۱۹۹۸)
- لودویگ والدمان – آلمان (۱۹۱۳–۱۹۸۰)
- الن والش (فیزیکدان) – بریتانیا، استرالیا (۱۹۱۶–۱۹۸۸)
- ارنست والتون – ایرلند (۱۹۰۳–۱۹۹۵) برنده نوبل
- Dezhao Wang – چین (۱۹۰۵–۱۹۹۸)
- وانگ آنگه – چین (زاده ۱۹۵۷)
- Huanyu Wang – چین (۱۹۵۴—۲۰۱۸)
- Kan-Chang Wang – چین (۱۹۰۷–۱۹۹۸)
- Pu (Paul) Wang – چین (۱۹۰۲–۱۹۶۹)
- Zhuxi Wang – چین (۱۹۱۱–۱۹۸۳)
- آلدرت واپسترا – هلند (۱۹۲۳–۲۰۰۶)
- جان کلایو وارد – انگلستان، استرالیا (۱۹۲۴–۲۰۰۰)
- گلب واتاگین – بریتانیاraine, ایتالیا، برزیل (۱۸۹۶–۱۹۸۶)
- جان جیمز واترستون – بریتانیا (۱۸۱۱–۱۸۸۳)
- Alan Andrew Watson – بریتانیا (زاده ۱۹۳۸)
- جیمز وات – بریتانیا (۱۷۳۶–۱۸۱۹)
- Denis Weaire – ایرلند (زاده ۱۹۴۲)
- Colin Webb – بریتانیا (زاده ۱۹۳۷)
- ویلهلم ادوارد وبر – آلمان (۱۸۰۴–۱۸۹۱)
- Katherine Weimer – ایالات متحده (۱۹۱۹–۲۰۰۰)
- آلوین ام. واینبرگ – ایالات متحده (۱۹۱۵–۲۰۰۶)
- استیون واینبرگ – ایالات متحده (۱۹۳۳–۲۰۲۱) برنده نوبل
- راینر وایس – ایالات متحده (زاده ۱۹۳۲) برنده نوبل
- ویکتور وایسکاپف – اتریش، ایالات متحده (۱۹۰۸–۲۰۰۲)
- کارل فریدریش فون وایتسزکر – آلمان (۱۹۱۲–۲۰۰۷)
- هاینریش ولکر – آلمان (۱۹۱۲–۱۹۸۱)
- گرگور ونتسل – آلمان (۱۸۹۸–۱۹۷۸)
- Paul Werbos – ایالات متحده (زاده ۱۹۴۷)
- پیتر وسترولت – ایالات متحده (۱۹۱۹–۲۰۱۵)
- هرمان ویل – آلمان (۱۸۸۵–۱۹۵۵)
- کریستف وتریش – آلمان (زاده ۱۹۵۲)
- جان ویلر – ایالات متحده (۱۹۱۱–۲۰۰۸)
- Gian-Carlo Wick – ایتالیا (۱۹۰۹–۱۹۹۲)
- امیل ویشرت – امپراتوری روسیه (۱۸۶۱–۱۹۲۸)
- کارل ادوین وایمن – ایالات متحده (زاده ۱۹۵۱) برنده نوبل
- ویلهلم وین – آلمان (۱۸۶۴–۱۹۲۸) برنده نوبل
- آرتور وایتمن – ایالات متحده (۱۹۲۲–۲۰۱۳)
- یوجین ویگنر – اتریش-مجارستان، ایالات متحده (۱۹۰۲–۱۹۹۳) برنده نوبل
- فرانک ویلچک – ایالات متحده (زاده ۱۹۵۱) برنده نوبل
- چارلز تامسون ریس ویلسون – بریتانیا (۱۸۶۹–۱۹۵۹) برنده نوبل
- Christine Wilson (scientist) – Canadian-American physicist و astronomer
- کنت ویلسن – ایالات متحده (۱۹۳۶–۲۰۱۳) برنده نوبل
- رابرت آر ویلسون – ایالات متحده (۱۹۱۴–۲۰۰۰) برنده نوبل
- رابرت وودرو ویلسون – ایالات متحده (زاده ۱۹۳۶)
- John R. Winckler – ایالات متحده (۱۹۱۸–۲۰۰۱)
- دیوید جی. واینلند – ایالات متحده (زاده ۱۹۴۴) برنده نوبل
- کارل ویرتس – آلمان (۱۹۱۰–۱۹۹۴)
- مارک بی ویس – کانادا، ایالات متحده (زاده ۱۹۵۳)
- ادوارد ویتن – ایالات متحده (زاده ۱۹۵۱)
- امیل وولف – چکسلواکی، ایالات متحده (۱۹۲۲–۲۰۱۸)
- فرد الن وولف – ایالات متحده (زاده ۱۹۳۴)
- لینکلن ولفنشتاین – ایالات متحده (۱۹۲۳–۲۰۱۵)
- استیون ولفرم – بریتانیا (زاده ۱۹۵۹)
- اوالد ولنی – آلمان (۱۸۴۶–۱۹۰۱)
- رابرت دبلیو. وود – ایالات متحده (۱۸۶۸–۱۹۵۵)
- مایکل ولفسان – بریتانیا (۱۹۲۷–۲۰۱۹)
- چین-شیونگ وو – ایالات متحده (۱۹۱۲–۱۹۹۷)
- Sau Lan Wu – ایالات متحده (زاده اوایل دهه ۱۹۴۰)

## X
- Basilis C. Xanthopoulos – یونان (۱۹۵۱–۱۹۹۰)

## Y
- روزالین سوسمن یالو – ایالات متحده (۱۹۲۱–۲۰۱۱)
- چن نینگ یانگ – چین (زاده ۱۹۲۲) برنده نوبل
- Félix Ynduráin – اسپانیا (زاده ۱۹۴۶)
- فرانسیسکو خوزه یندورین – اسپانیا (۱۹۴۰–۲۰۰۸)
- Kenneth Young – ایالات متحده، چین (زاده ۱۹۴۷)
- توماس یانگ – بریتانیا (۱۷۷۳–۱۸۲۹)
- هیدکی یوکاوا – ژاپن (۱۹۰۷–۱۹۸۱) برنده نوبل

## Z
- جان زانن – هلند (زاده ۱۹۵۷)
- Daniel Zajfman – اسرائیل (زاده ۱۹۵۹)
- آنتونی زی – ایالات متحده (زاده ۱۹۴۵)
- پیتر زیمان – هلند (۱۸۶۵–۱۹۴۳) برنده نوبل
- Ludwig Zehnder – سوئیس (۱۸۵۴–۱۹۴۹)
- آنتون تسایلینگر – اتریش (زاده ۱۹۴۵)
- یاکوف زلدوویچ – روسیه (۱۹۱۴–۱۹۸۷)
- John Zeleny – ایالات متحده (۱۸۷۲–۱۹۵۱)
- فریتز زرنیکه – هلند (۱۸۸۸–۱۹۶۰) برنده نوبل
- آنتونینو زیکیکی – ایتالیا (زاده ۱۹۲۹)
- هانس زیگلر – سوئیس، ایالات متحده (۱۹۱۰–۱۹۸۵)
- کارل زیمر – آلمان (۱۹۱۱–۱۹۸۸)
- پیتر تسولر – اتریش (زاده ۱۹۵۲)
- Dmitry Zubarev – روسیه (۱۹۱۷–۱۹۹۲)
- برونوو زومینو – ایتالیا (۱۹۲۳–۲۰۱۴)
- وسیچ اچ زورک – لهستان، ایالات متحده (زاده ۱۹۵۱)
- Robert Zwanzig – ایالات متحده (۱۹۲۸–۲۰۱۴)
- جرج زویگ – ایالات متحده (زاده ۱۹۳۷)
- Barton Zwiebach – ایالات متحده (زاده ۱۹۵۴)